# 急征店员
《急征店员》（英語：Help Wanted）是美国系列电视动画《海绵宝宝》的试播集，也是第1季第1集的一部分。它最初于1999年5月1日于尼克国际儿童频道播出，被排在1999年尼克频道儿童选择奖的播映之后。动画的主角是一个名为海绵宝宝的年轻的人形海绵，他试图得到一份在蟹堡王的工作。但是店长蟹老板认为他不适合自己的店，派他去寻找一个不可能存在的超高级锅铲，找不到就拒绝他的申请。不久后一大群贪婪的鳀鱼把蟹堡王挤得水泄不通。同时海绵宝宝回来报告他的任务，他真的买到了一个超高级锅铲。他利用这个锅铲做出了大量蟹皇堡满足了饥饿的鳀鱼。最后蟹老板热情地雇佣了海绵宝宝，但收银员章鱼哥则不甚满意。
《海绵宝宝》系列的创始人史蒂芬·海倫伯格最早在1994年开始构思这部动画，并于1996年《洛可的摩登生活》被取消后马上着手创作。为了给海绵宝宝配音，海伦伯格找到了汤姆·肯尼，两人曾共同参与《洛可的摩登生活》的制作。受到1989年的电影《印第安高速公路》的启发，海伦伯格最初的提案是让海绵宝宝和章鱼哥一起进行公路旅行。他后来放弃了这个构思，并与德里克·德莱蒙一起作出了《急征店员》的构想。这一构想来自于海伦伯格在童子军中的经历。最初的构思后来被用于第5集《外送披萨》中。
海伦伯格是这一集的编剧和分镜导演，德里克·德莱蒙和蒂姆·希尔则是分镜画手。动画由监督艾伦·斯马特导演。《急征店员》中的插曲《在阳光下生活，在月光下生活》取自Tiny Tim的身后演出。
《海绵宝宝》发行的的第一季DVD中并没有《急征店员》，因为尼克国际儿童频道不想支付Tiny Tim的版权费。它后来作为额外剧集在许多季DVD中发行。《急征店员》在播出時共有690萬人收看，并获得了评论员的正面评价。

## 剧情

《急征店员》剧照。海绵宝宝找到了蟹老板口中的锅铲。

在海底水生生物生活的小镇比奇堡中，海绵宝宝是一个热情、活跃、急躁且不失友好的年轻海绵，准备得到快餐店蟹堡王厨师的工作来实现毕生的梦想。但他的邻居、蟹堡王的收银员章鱼哥则十分懊恼，因为他厌恶海绵宝宝。海绵宝宝对应聘十分紧张，不敢踏进蟹堡王的大门。这时他最好的朋友，海星派大星说服他坚持下去。来到餐厅后，章鱼哥和餐厅的老板蟹老板对他并没有好感，考虑到海绵宝宝热情易骗的性格，蟹老板交给他一个不可能的差事：购买一个有涡轮发动机和三个鏟頭的鍋鏟。
海绵宝宝匆匆离去，这时五辆巴士送来了大量饥饿的鳀鱼，他们挤满了蟹堡王的大厅，疯狂地寻求食物。面对如此多的鱼，章鱼哥和蟹老板无助地抱在柱子上。不久海绵宝宝回来了，他真的在农贸市场买到了这个锅铲，他使用锅铲迅速地做出大量蟹皇堡满足了鳀鱼们。这场风波结束后，蟹老板高兴的让海绵宝宝成为蟹堡王的厨师，章鱼哥则十分沮丧。蟹老板抱着大量钞票走进了办公室，同时派大星来到餐厅点了一份蟹皇堡，他马上被窗口飞出的大量汉堡撞到了天上。

## 制作

### 创作

《急征店员》的早期分镜脚本

《海绵宝宝》的创造者史蒂芬·海倫伯格、德里克·德莱蒙和蒂姆·希尔共同撰写了《急征店员》的剧本，导演则由动画总监艾伦·斯马特担任。同时海伦伯格还担当了分鏡导演，德莱蒙担任了分镜作画。海伦伯格在1994年开始构思这部动画，并在1996年《洛可的摩登生活》被停播后马上开始制作。
最开始海伦伯格计划让编剧先做出一集的分镜脚本来向尼克频道推荐。受到1989年的电影《印第安高速公路》的启发，海伦伯格最初的一个构思是让海绵宝宝和章鱼哥一起进行公路旅行，但后来他放弃制作这个分镜脚本。这个构思后来被团队重新采用，制作了第5集《外送披萨》。
最初主角被命名为“海绵男孩”（SpongeBoy），而系列被命名为“海绵男孩，啊嚯！”（SpongeBoy Ahoy）。但是尼克频道发现名字SpongeBoy已经被用在了在了拖把产品上。这是1997年时试播集开始录制配音七分钟之后发现的。在发现这一点后，海伦伯格决定角色的名字仍须包含“海绵”（Sponge），这样观众就不会将角色误认为是“奶酪”。海伦伯格决定使用“海绵鲍勃”（SpongeBob）这个名字。他选择了“方裤子”（SquarePants）作为姓氏，因为它体现了角色的方形形状，而且让主角的名字“更加好聽”。
海伦伯格和德莱蒙在共进晚餐时基于前者在童子军时的经历构思了《急征店员》。海伦伯格和编剧希尔将其写成了草稿。1997年，在向尼克频道高管推荐这部动画时，海伦伯格穿着夏威夷衬衫，带来了“装着角色模型的水箱”和奠定主题基调的夏威夷风音乐。尼克频道的总经理埃里克·科尔曼对这个设定评价道“棒极了”。德莱蒙、海伦伯格和詹宁斯拿到了资金和两周的时间来制作试播集，后来他们带来了被尼克频道高管艾尔比·赫奇特“希望在录像带上看到的节目”。尽管创意总监德里克·德莱蒙认为当时压力很大，这个推荐案进行得非常顺利；凯文·凯和赫奇特因为“笑得精疲力竭”站到了一边，还引起了动画师的担心。在希尔和艺术总监尼克·詹宁斯的帮助下，海伦伯格完成了《海绵宝宝》的推荐案并卖给了尼克国际儿童频道，德莱蒙说道：“电视网已经批准了它——我们正准备开工。”
在接受西玛·扎哈米的采访时，她告诉说：“他们（尼克频道高管）的直接反应是再看一遍，因为他们非常喜欢它，这和他们以前见过的任何节目都不一样。”海伦伯格说道，剧集中的角色构想还很松散，但创作势头已经“相当强劲”。

### 设计
当团队开始制作本集时，他们被要求设计“表演能始终发生的几个固定地点，比如蟹堡王和海绵宝宝的菠萝屋”。海伦伯格对于这个节目如何以他希望的样子呈现有一个“清晰的认识”，那就是“让一切都是海洋的样子”，因此团队用上了绳子、木板、船轮、网、锚、金属板和鉚釘。
试播集和系列的其他集都以“天上的花朵”为主要背景。当被问到“这些东西是什么？”时，背景设计师肯尼·皮特根回答说“它们在某种程度上起到了云的作用，但动画是发生在水下的，他们并不是真正的云。”由于节目受到提基文化的影响，背景画师必须使用各种各样的图案。皮特根说：“说真的，天上的花朵算是个古怪的设计。它是史蒂夫（海伦伯格）为了呈现印花夏威夷衬衫——或类似的东西的样子而想出来的。我不知道它们是什么。”

### 配音

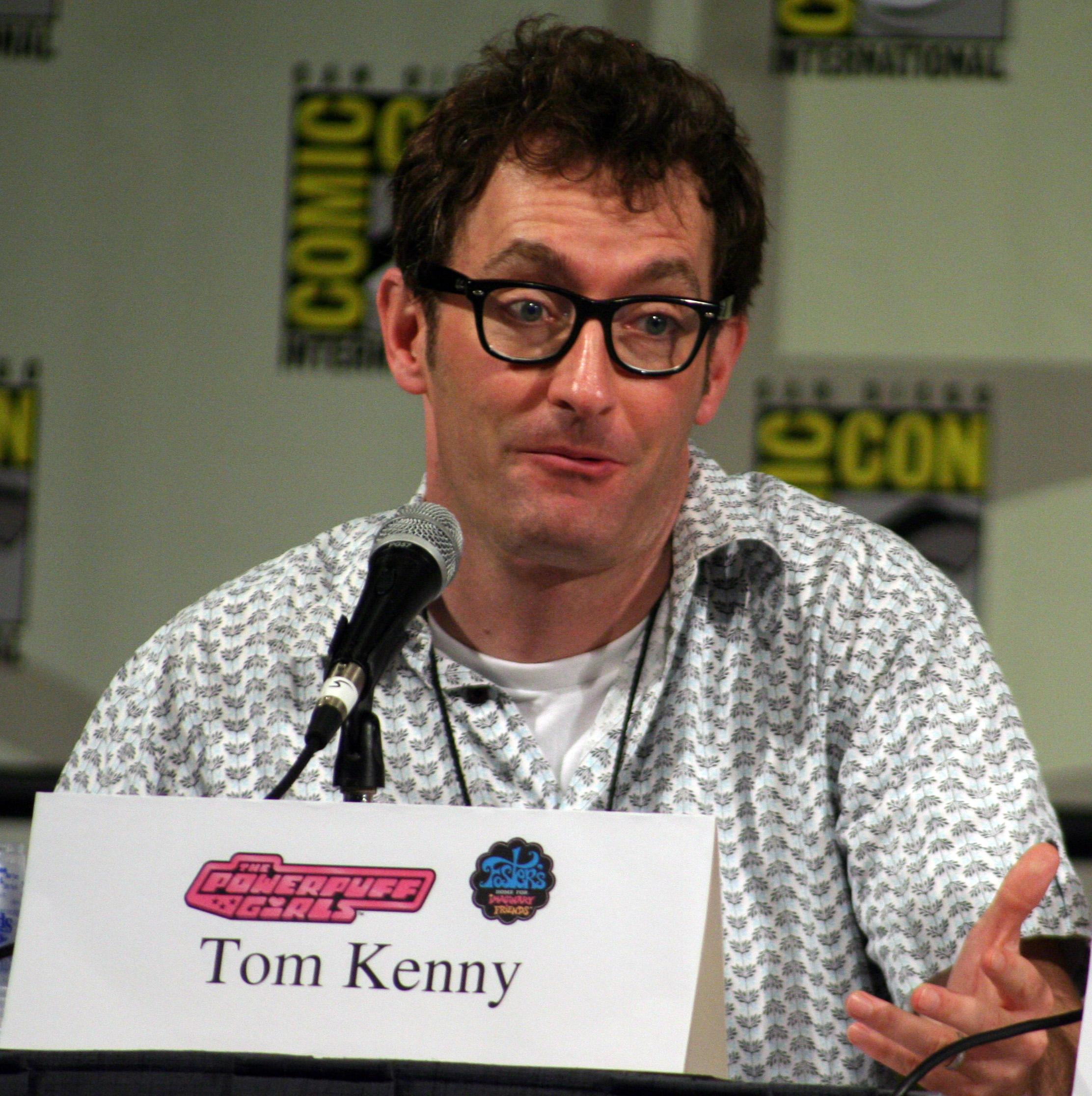
海绵宝宝由汤姆·肯尼配音

在德莱蒙和希尔撰写剧本的同时，海伦伯格在举行试镜以找到的合适的配音演员。他与汤姆·肯尼一起创造了海绵宝宝的角色，他利用肯尼和其他一些人的性格来帮助自己构筑它的性格。德莱蒙说，“汤姆来过这几次，所以他可以知道我们的工作来帮助他找到适合的声线。汤姆已参与录制了许多动画节目，但史蒂夫希望找到一个原始的声线。”海绵宝宝的声线最早被肯尼用于《洛可的摩登生活》中名为艾尔的迷你母鳄鱼。这个声线只是为了那个角色而创造的，所以肯尼一开始没想到它。然而，海伦伯格在他构思《海绵宝宝》时就想到了这个声线，并给肯尼一个视频片段来提醒他。肯尼说，为了显得独特，海绵宝宝的笑声音调很高，他们想要它类似《大力水手》和《啄木鸟伍迪》中的恼人的笑声。
肯尼还为海绵宝宝的蜗牛小蜗和旁白配音。他说：“史蒂夫坚持以旁白的方式向他热爱的雅克-伊夫·库斯托致敬。”肯尼认为库斯托的声音“非常冷静，非常遥远，非常平实，哪怕他正在描述神奇、美丽的事物”。但后来他们发现旁白“听起来很无聊”，所以决定它“必须听起来更有趣好玩”。"
比爾·法格巴克在剧中为海绵宝宝最好的朋友——海星派大星配音。他在肯尼选为海绵宝宝配音后参加了试音。法格巴克这样描述他的试音：“史蒂夫是一个可爱的人，而我当时对材料没有什么感觉。我马上就要参加另一个试音，而我完全不知道，节目中卓越的视觉效果和那种像孩子一样可爱的人物个性里蕴藏着什么。我根本无法从试听材料中领会到这些。我只是敷衍了事，试图给他想要的东西。”对于章鱼哥一角，海伦伯格最初曾考虑道格拉斯·劳伦斯。劳伦斯曾与海伦伯格和德莱蒙为《洛克的摩登生活》工作，因此制作本集时，海伦伯格邀请他为所有角色试音。德莱蒙说：“我们向道格展示了分镜脚本，他开始用老虎东尼/格利高里·派克的声音读给我们听。这真的很有趣，而且我们最初打算让海绵宝宝第一次进入蟹堡王时用深沉的声音说话。”海伦伯格最后决定让劳伦斯聲演反派痞老板。

### 音乐

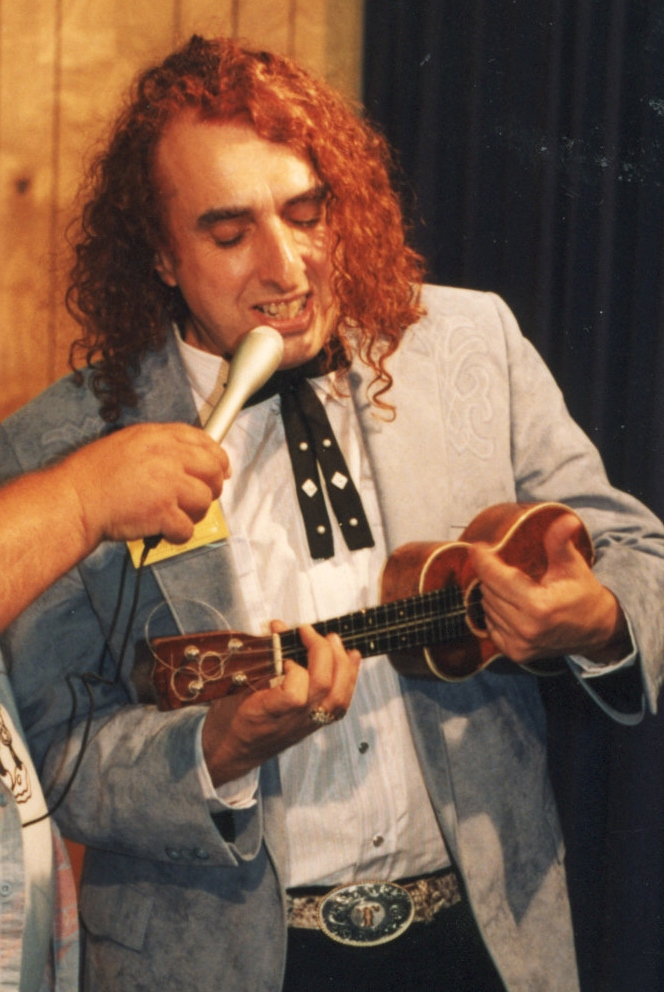
Tiny Tim的歌曲《在阳光下生活，在月光下生活》被用在了本集

本集插入了Tiny Tim的歌曲《在阳光下生活，在月光下生活》。在试播集已经完成的时候，音乐编辑尼克·卡尔被要求重新调整现有的音乐。卡尔说：“当我刚开始做《海绵宝宝》时，我的职责主要是音乐编辑，但很快我就会被推到作曲或导演的位子上。”制作组没有预算做音乐，但是他们把预算花在了《在阳光下生活，在月光下生活》中。卡尔说：“这对大多数都是电视动画都是一个熟悉的遗憾的情况，到了考虑音乐的时候，预算就被花光了。”
使用《在阳光下生活，在月光下生活》的点子起源于一名匿名者向海伦伯格送了有“一堆音乐”的录音带。当编剧们还在尼克频道之外制作这个节目的时候，海伦伯格为德莱蒙播放了这首歌，作为他想要的情感的一个示范。当创作试播集的时候，他们有想法在第三幕中使用这首歌。剧组最终获得了为试播集使用这首歌的权利，但他们所拥有的只是“史蒂夫旧录音带上的糟糕拷贝”。他们能够用到这首歌，是因为当时在尼克频道工作的一个女人“認識某地拥有某项权力的某人”，她拿来了这首歌的CD拷贝。德莱蒙说：“我们很慶幸她聯繫到了那个人，否则我们就没法用它了。遗憾的是，Tiny Tim在我们创作试播集时就死了，所以他从来不知道我们用过他的歌”。
杰夫·哈钦斯曾在《洛可的摩登生活》中与海伦伯格合作制作动画音效。这次哈钦斯被海伦伯格请来制作音乐。他被要求做“20样音效，比如一个远洋班轮的喇叭声”，哈钦斯知道自己有海伦伯格需要的音乐。哈钦斯说：“我给了他选项，在某些情况下选项还挺多。我们约好20分钟内在水塔附近的华纳兄弟大门见面。”他将音频录制到磁带上，與海伦伯格在門口见面。哈钦斯说：“他当时非常开心，然后就走了。接下来的事你知道了，我参加了节目制作。”哈钦斯成为系列常务音效设计师。

## 发行
1999年5月1日尼克频道儿童选择奖在电视上播出后，《海绵宝宝》播出了第一集《急征店员》以及姊妹集《海底清洁队》和《我的好朋友》。
《急征店员》没有出现在2003年10月28日发行的《海绵宝宝》的第一季DVD中，其中只有第一季的其他剧集。因为这集中使用的音乐受版权保护，而尼克频道不想支付Tiny Tim的音乐被用于DVD的版权费。德莱蒙说：“《急征店员》不得不被扔掉……”然而，在德国发行的第一季DVD却包括《急征店员》。《急征店员》后来在2005年9月27日发布的《海绵宝宝：完整第三季》DVD中作为额外剧集。它也被发布在《海绵宝宝：前一百集》DVD中，其中包括第一季到第五季的所有剧集。这份DVD有一个名为《急征店员》的短片，是《急征店员》的多国语言版。本集也是2010年9月14日发行的名为《海绵宝宝：十个最欢乐的时刻》的DVD系列中的一个额外剧集。2014年4月29日，《急征店员》收錄在《海绵宝宝失业记》的锦集DVD中發布。
2013年，包括汤姆·肯尼，克兰西·布朗，罗杰·班克斯和比尔·费格贝克在内的系列主要职员在海绵宝宝粉丝狂欢节期间对该集进行了现场播放。这次播放是在9月7日至8日在好莱坞环球影城的音响舞台上进行的。此次活动还播放了首届海绵宝宝：老粉丝献礼比赛的获奖视频。

## 评价
在播出后，《急征店员》獲得690万名观众觀看，其中包括360万名2至11岁的儿童，尼爾森收視率為6.3。此外，这一集得到了媒体评论家的普遍好评。《华盛顿邮报》的迈克尔·卡夫纳在他挑选的五大《海绵宝宝》剧集中《急征店员》排名第三。名单中的其他剧集是《超酷大乐团》、《破裤子》、《我爱蟹堡》和《好玩的箱子》。卡夫纳在2009年又看了这一集，并说：“许多风格和娴熟的表演已经存在其中了。”阿邦网的南希·巴西尔说：“即使在第一集中，海绵宝宝的幽默和乐观的本性也很明显。”Toon Zone新闻的马克西·宙斯说这一集是一个“赢家”。在美联社的一篇文章中，弗雷泽·摩尔赞赏了插曲《在阳光下生活，在月光下生活》，说它是一个“疯狂的片段”
编剧肯特·奥斯本认为这集是他最喜欢的剧集之一，赞曰“真的很棒”。尼克频道动画开发和制作副总裁埃里克·科尔曼称赞这集，称其为“最佳试播集之一”，因为“它表达了强烈的个性”。
在一个对第一季DVD的评论中，DVD Talk的杰森·博伯格对它表示失望，并说：“哪里失望了？这可能是我对这套DVD唯一失望的地方。我对过长的动画菜单有些轻微烦恼，它一个接一个地介绍动画角色。但真正让我懊恼的是缺少了一集。”博伯格认为DVD中少了这集“令人恼火”。DVD Verdict的比尔·特雷德对于DVD上缺少这集表示：“这是顶级包装中的一个小瑕疵。”在一个第三季的DVD评论中，DVD Verdict的布莱恩·波普对于本集作为额外剧集说“最有趣就是系列的试播集《急征店员》”。他在评论中提到：“为什么现在才发布它，而不是在第一季？”最后，他说：“不管怎样，喜歡海绵宝宝的完美主义者都会珍惜它在这里的出现。”